# Tram van Potsdam
De tram van Potsdam vormt de ruggengraat van het openbaar vervoer van de Duitse stad Potsdam. Het normaalsporige net met een lengte van 30 kilometer wordt door Verkehrsbetrieb Potsdam (ViP) geëxploiteerd. Vervoer ging in 1880 met paardentrams van start; de eerste elektrische trams reden in 1907. Van 1949 tot 1995 waren er ook een tweetal trolleybuslijnen. Vanaf eind jaren 1970 werd een groot deel van het materieelpark vernieuwd, wat toen nog uit (deels verbouwde) vooroorlogse wagens bestond.

## Netwerk
Het totale netwerk bestaat uit (in 2023) 7 tramlijnen. Daarvan zijn er 6 regulier, te weten 91-94, 96 en 99.De laatste rijdt alleen op werkdagen; verder is er spitslijn 98. Lijn 96 rijdt elke 10 minuten (in de spits ook lijn 92), de overige lijnen elke 20 minuten. Centraal overstappunt is niet het station maar het plein met de naam Platz der Einheit.

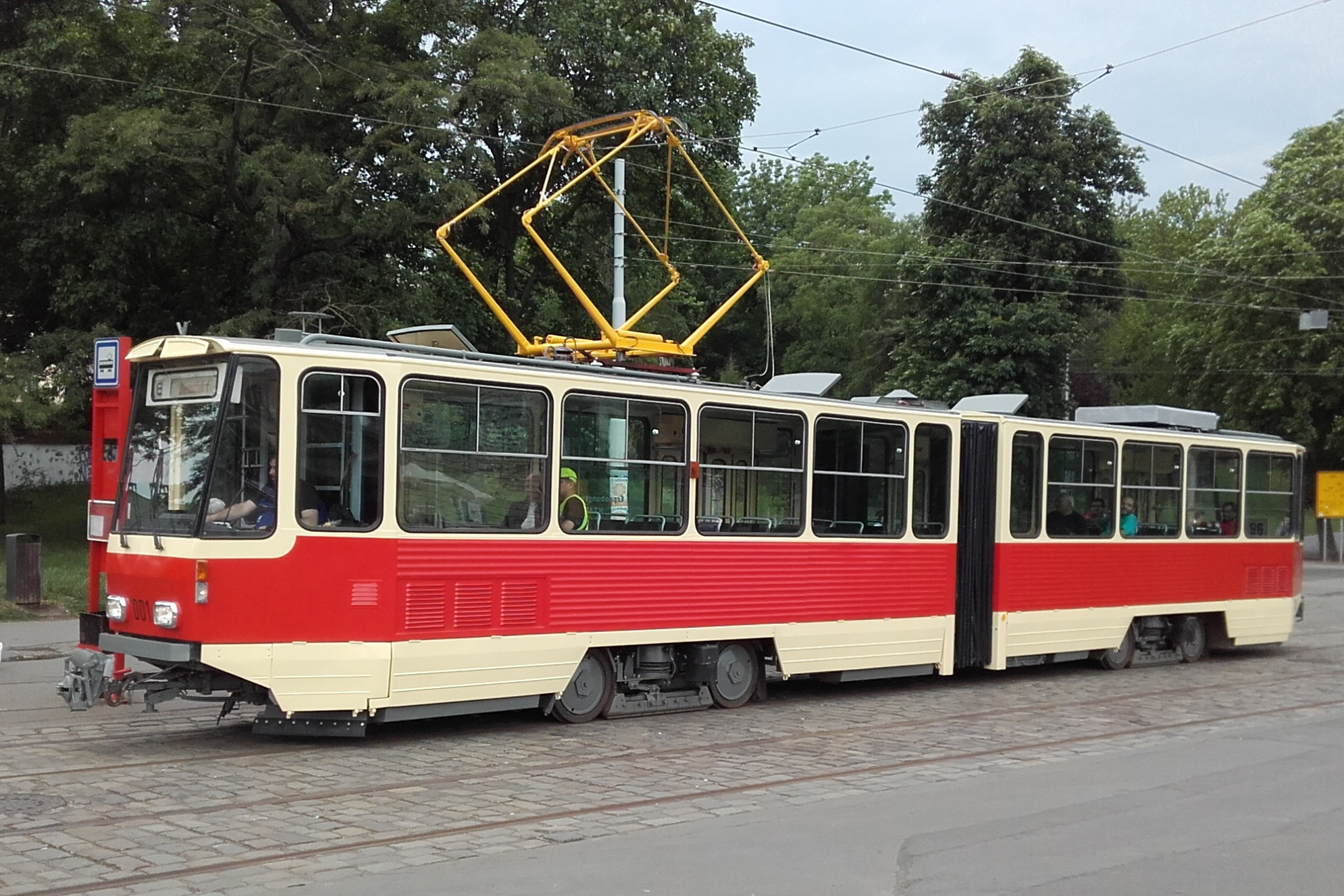
Protype KT4 in Potsdam.

## Materieel
In Potsdam is het gebruikelijk om voor elk nieuw tramtype de naam van de fabrikant te gebruiken. Het overzicht is van december 2023.

### Huidig
- KT4D Van 1975 tot 1990 werden van Tatra 127 gelede trams van dit type geleverd; enkele nieuw maar vele tweedehands van Berlijn. Aangezien de meeste zijn verkocht aan steden in andere landen of zijn gesloopt, zijn er nog 18 van in dienst. Deze gelede vierassers rijden meestal gekoppeld.
- Combino Van 1998 tot 2001 werden bij Siemens 48 lagevloertrams van het type Combino besteld. Aangezien er constructieve problemen aan het licht kwamen, zijn er slechts 16 geleverd plus het afwijkende protoype. Van de 16 reguliere wagens is de helft met twee bakken verlengd.
- Variobahn Van 2011 tot 2014 werden van Stadler 18 lagevloertrams van het type Variobahn geleverd.

### Toekomstig
- Tramlink Vanaf 2024 worden van Stadler 10 lagevloertrams van het type Tramlink geleverd. Er is een optie van 15 exemplaren.

### Historisch
- In de historische collectie bevinden zich vier motorwagens: tweeassers uit 1907 en 1965, een G4 (tram met zwevende wagenbak) uit 1967 en prototype KT4D uit 1972.[2]